# Ninon Vallin
Ninon Vallin fue una soprano francesa nacida el 8 de septiembre de 1886 en Montalieu-Vercieu (Isère) y fallecida el 22 de noviembre de 1961 en Lyon, una cantante versátil que abordó el recital, la ópera y la opereta con el mismo éxito. Simboliza el encanto francés de esa época y sus grabaciones de Werther y Manon de Massenet junto al tenor Georges Thill son consideradas de referencia.

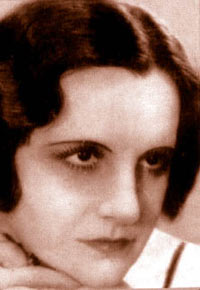

Estudió en el Conservatorio de Lyon conquistando éxitos como La demoiselle élue y Le martyre de Saint Sébastien de Debussy de quien estrenó los Trois poèmes de Stéphane Mallarmé. Además de Debussy colaboró con otros compositores de la época: Albert Roussel, Reynaldo Hahn, André Messager, Xavier Leroux, Louis Beyot, Marguerite Béclard D’Harcourt y Joaquín Nin. 
En 1912 debutó en la Opera-Comique de París como Micaëla en Carmen y su repertorio incluyó Louise, Manon, Mélisande, Tosca, Salud (La vida breve), Mimì, Maria Egiziaca, Thaïs, Mignon, Charlotte, la Condesa en Le Nozze di Figaro, Marouf, Zerlina, Alceste, Nedda, Iphigénie y Margarita de Boito.
Actuó en Roma, La Scala, San Francisco y en 1916 debutó en el Teatro Colón de Buenos Aires como Marguerite (Gounod) convirtiéndose en favorita del público porteño regresando veinte temporadas. Allí canto Il segreto di Susanna, Manon - junto a Tito Schipa -, Beatrice, Nannetta, Mignon, Marouf, Thais, Zerlina, Nedda, El sueño de Alma de Carlos López Buchardo, Jacquerie, Griselidis, Julieta, El gallo de oro y otras.
Activa en el campo de la opereta, filmó en 1937 La fille de la Madelon y Ceux de demain en 1938.
Entre 1953 y 1959, fue profesora en el conservatorio de Montevideo. 
Falleció en 1961 en su residencia La Sauvagère, cerca de Lyon. 

## Discografía de referencia
- Massenet - Werther (Georges Thill, Germaine Féraldy, Marcel Roque)
- Charpentier - Louise/Version para la grabación concebida por el compositor
- Gounod - Faust (Busser/Berthon, Vezzani, Journet)
- Opera and Mélodie
- Chansons et Mélodies Célèbres
- Airs d’Opéras et Mélodies
- Ninon Vallin - The Complete Pathé-Art Recordings 1927-1929